# Hypocometa rufulata
Hypocometa rufulata là một loài bướm đêm trong họ Geometridae.